# Riksspelmansstämman på Skansen 1939
Riksspelmansstämman på Skansen 1939 var den fjärde riksspelmansstämman på Skansen, och avhölls den 5 och 6 augusti 1939. Den var, liksom de tre tidigare, inte en tävling, utan för inbjudna spelmän från hela landet. Den ingick som en del av ett större sammanhang, där den 3:e internationella folkdansstämman var den klart största och mest synliga i pressen, och en internationell dansforskarkongress på Musikmuseet den klart minsta.
I kommittén för riksspelmansstämman återfanns professor Sven Kjellström som ordförande, representerande Musikaliska Akademien, och vidare Eric Westberg, chef för STIM, Olof Andersson, Folkmusikkommissionen och redaktör för Svenska Låtar, Gustaf Karlson representerande Svenska Ungdomsringen för Bygdekultur, Ernst Granhammar som ordförande för Sveriges fiolbyggareförbund, och slutligen Sven Axéll, sekreterare i Zornmärkenämnden.
I Skansens veckoprogram uttrycker Kjellström syftet med stämman: att låta spelmän träffas och lyssna på varandras låtar, och allmänheten, i synnerhet de ditresande folkdansarna från utlandet, får tillfälle att höra genuina spelmanslåtar. Han påpekade också att samlingsverket Svenska Låtar nu finns tillgängligt, till gagn för exempelvis tonsättare att ösa material ur.
Stämman finansierades av ett anslag från Kungl. Maj:t, förordat av Musikaliska Akademien. Likaså hade Nordiska museet och Föreningen Svenska Tonsättare (FST) bidragit.
Kallade var de spelmän som utmärkt sig på hemmaplan vid tävlingar och stämmor, eller som låtit höra sig i radio.
Deltagarlistan i veckoprogrammet räknade upp spelmännen landskapsvis med namn, hemort, ålder och instrument. Spelmännen var överlag lite äldre än vid stämman 1927. Nu låg medianåldern på 40 år.
Uppspelningarna ägde rum på Skansens friluftsteater under lördagen, och på Orsakullen på söndagen. Lördagens uppspelningar fick flyttas in i Högloftet mot slutet på grund av regn.

## Anmälda deltagare
Alla spelar fiol, utom där annat anges:
- Halland: Karl Stenström och sonen Tore Stenström, Johan A. Nilsson.
- Skåne: Karl E. Berndt (äv. träskofiol), Edvin Lindberg (äv. träskofiol) och hans hustru Dagmar Lindberg, Sven Svensson.
- Blekinge: Folke Svensson.
- Småland: Bernhard Ljunggren, Gustaf Wetter, Åke Carlsson.
- Gotland: Edvard Johansson, sönerna Erik och Artur Johansson (= Bäckstädetrion), Karl Hägg.
- Östergötland: Carl G. Lindqvist, Josef Lindeskog, Ivar Hultqvist.
- Västergötland: Anton Lund.
- Södermanland: Axel Andersson, Sven Forsberg, Richard Ahlberg, Carl Erik Eriksson.
- Närke: Ernst Olsson, Einar Olsson, Evert Sahlberg, Ragnar Edenholm, Anton Karlsson, Sven Hedlund.
- Värmland: Olof Hagberg, Emil Pihlström, Dan Danielsson.
- Västmanland: C. E. Hartman (klarinett), J. R. Schelén, Börje Allander.
- Uppland: Karl Gustav Jernberg, sönerna Herbert Jernberg och Anton Jernberg, Tore Zetterström (nyckelharpa), Johan Olsson, August Bohlin (även nyckelharpa), Oscar R Larsson (nyckelharpa).
- Dalarna: Olof Tillman och sonen Olle Tillman, Oscar Hurtig, Anders Back, Hans Gesar, Daniel Stenback, Hjort Anders Olsson, Gössa Anders Andersson och dottern Gössa Anna Andersdotter, Evert Åhs, Selim Olsson.
- Gästrikland: Joel Rådberg.
- Hälsingland: Oskar och Edvin Bergqvist, Erik Löf, Erik Öst, Jon Erik Öst, Ester Jonsdotter.
- Medelpad: Anders Sundin.
- Härjedalen: Bröderna Karl och Axel Hammarberg.
- Jämtland: Bengt Bixo och sonen Daniel Bixo, Erik Nilsson (klarinett), Andreas Nilsson.
- Lappland: Uno Engelbrekt Lindström.

I samband med riksspelmansstämmans avslutning utdelades en minnesplakett till de deltagande spelmännen, och Ungdomsringen passade på att utdela Zornmärket i guld till de kommitterade Sven Kjellström, Ernst Granhammar och Olof Andersson. Den senare tilldelades också en fiol byggd av Gustaf Ekstrand, Vendelsö, som ett tack för sitt arbete med Svenska Låtar. Han tillägnades också en polska av Carl-Eric Berndt, medan Granhammar blev tillägnad en polska av Jon Erik Öst.